# NHKの契約アナウンサー一覧

ここでは、日本放送協会（NHK）の各放送局で地域情報番組を担当する契約キャスター・リポーターの一覧を示すとともに、単独記事にならないアナウンサーについて記載する。
NHKの契約アナウンサーは女性が多く、男性は気象予報士、シニアスタッフ（元正職員）を除けば極めて稀である。
NHK局間の異動や、地方民放局からの移籍例、ローカルタレントからの転身例もある。
NHKの正職員はNHKのアナウンサー一覧やCategory:NHKのアナウンサー、気象予報士はCategory:気象予報士、その他のフリーアナウンサーはCategory:フリーアナウンサーを参照。

## 凡例
- 主として地域情報番組ではない国内向けラジオ・地上波テレビジョン・衛星波テレビジョン放送や海外向け国際放送を担当する者、NHK正職員アナウンサーの経歴のある者、主に気象情報を担当する気象予報士および俳優、教員等、他に主たる職業を持つ者はここでは含めない。
- 併せて過去に契約アナウンサーとして活動した者も示し、複数の放送局で活動していた場合は最後に活動経歴のある放送局の節に含める。但し個別記事があるものについてはこれとは別にまとめた。

## 2025年8月時点の契約キャスター
令和に入り行われた一連の改革以前は、基本的に各放送局における契約先は「放送部」であったが、NHKの母体3局（東阪名）については規模の大きさにより組織が細かく分かれており、担当する番組の種類によって所属が異なっていた。また、後者に属するキャスターは殆どが他の地方局（民放を含む）での勤務経験がある。
改革後は「部制」が「センター制」に改められたため、特殊環境下の北海道を除き各放送局の「コンテンツセンター」が基本の契約先となっている。
★は元正職員アナウンサー、◆は外部事務所所属など。なお契約形態はほとんどの局で「番組出演者契約」（「専属タレント」状態）となっている。
| 地域ブロック             | 所属局   | 契約先など                      | 契約者【氏名（ふりがな）の順に掲載、50音順】 |
| ------------------------ | -------- | ------------------------------- | --- |
| 北海道                   | 札幌     | メディアセンター                | ◆岩尾亮（いわお りょう、本業はフリーランスの俳優・脚本家・演出家）、内部明日香（うちべ あすか）、江連すみれ（えづれ すみれ）、坂井里紗（さかい りさ）、★福井慎二（ふくい しんじ）、福光瞳（ふくみつ ひとみ）、渡邉美希（わたなべ みき）                                                    |
| 北海道                   | 函館     | 函館放送局                      | 入内嶋舞（いりうちじま まい）、堀若菜（ほり わかな） |
| 北海道                   | 旭川     | 旭川放送局                      | 及川凜華（おいかわ りんか）、田中さや（たなか さや） |
| 北海道                   | 帯広     | 帯広放送局                      | 金杉未来（かなすぎ みき）、中田結子（なかた ゆうこ） |
| 北海道                   | 帯広     | 釧路放送局駐在                  | 斉藤未涼（さいとう みすず） |
| 東北                     | 仙台     | コンテンツセンター              | 赤坂理菜（あかさか りな）、佐々木成美（ささき なるみ）、菅原智郁（すがわら ともか）、関根和子（せきね わこ）、武田実紗（たけだ みさ）、中田理奈（なかた りな）、野田奈那（のだ なな）、藤原由佳（ふじわら ゆか）                                                                           |
| 東北                     | 秋田     | コンテンツセンター              | 浅野萌日（あさの もえか）、阿部彩（あべ あや）、今井彩里衣（いまい さりい）、梶浦佑貴菜（かじうら ゆきな）、島影咲織（しまかげ さおり）、高野栞（たかの しおり） |
| 東北                     | 山形     | コンテンツセンター              | ◆岩田マキ（いわた まき）、小川あんず（おがわ あんず）、小林奈央（こばやし なお）、齋藤はるか（さいとう はるか）、丹野つぐみ（たんの つぐみ） |
| 東北                     | 盛岡     | コンテンツセンター              | 石塚綾乃（いしづか あやの）、加藤早和子（かとう さわこ）、田中愛乃（たなか あいの）、渡辺あいみ（わたなべ あいみ） |
| 東北                     | 福島     | コンテンツセンター              | 石井双葉（いしい ふたば）、川戸望里（かわと みさと）、菅原成美（すがわら なるみ）、渡邉由紀子（わたなべ ゆきこ） |
| 東北                     | 青森     | コンテンツセンター              | 浅沼佑香（あさぬま ゆうか）、西垣光（にしがき ひかる）、成田葵葉（なりた あおば）、宮川香織（みやかわ かおり）、本橋彩子（もとはし さいこ） |
| 東京                     | 東京     | 首都圏局 コンテンツセンター     | ◆上村陽子（うえむら ようこ、ファミリアナプラス所属）、◆江原正士（えはら まさし、青二プロダクション所属）、小村弥生（こむら やよい）、◆松尾衣里子（まつお えりこ、ファミリアナプラス所属）                                                                                                  |
| 東京                     | 東京     | メディア総局 報道局             | ◆酒井美帆（さかい みほ、セント・フォース所属）、長谷川静香（はせがわ しずか） |
| 東京                     | 東京     | メディア総局 ラジオセンター     | ◆福島佑理（ふくしま ゆうり、TBSスパークル所属）、福永美春（ふくなが みはる）、星川幸（ほしかわ さち）、結野亜希（ゆいの あき） |
| 首都圏 （関東・ 甲信越） | 長野     | コンテンツセンター              | 大久保彰絵（おおくぼ あきえ）、大橋和綺（おおはし かずき）、水原七瀬（みずはら ななせ）、時松仁美（ときまつ ひとみ） |
| 首都圏 （関東・ 甲信越） | 新潟     | コンテンツセンター              | 藍川真帆（あいかわ まほ）、石井千春（いしい ちはる）、石井由貴（いしい ゆき）、二瓶那菜（にへい なな）、矢田美沙希（やだ みさき） |
| 首都圏 （関東・ 甲信越） | 甲府     | コンテンツセンター              | 尼子佑佳（あまこ ゆうか）、佐藤麻佑（さとう まゆ）、宿輪ゆき（しゅくわ ゆき）、馬屋原彩咲（まやはら あさき） |
| 首都圏 （関東・ 甲信越） | 横浜     | コンテンツセンター              | 坂本有花（さかもと ゆか）、佐々木美佳（ささき みか） |
| 首都圏 （関東・ 甲信越） | 前橋     | コンテンツセンター              | 阿部千明（あべ ちあき）、綱川舞（つながわ まい）、渡邉早紀（わたなべ さき）、渡辺未来（わたなべ みく） |
| 首都圏 （関東・ 甲信越） | 水戸     | コンテンツセンター              | 西野侑里（にしの ゆり）、増井冴香（ますい さえか）、蓑輪史織（みのわ しおり） |
| 首都圏 （関東・ 甲信越） | 千葉     | コンテンツセンター              | 木下愛季子（きのした あきこ）、熊谷彩花（くまがい あやか）、田村有葵子（たむら ゆきこ） |
| 首都圏 （関東・ 甲信越） | 宇都宮   | コンテンツセンター              | 長井ゆめの（ながい ゆめの）、髙石桃子（たかいし ももこ）、渡辺早紀（わたなべ さき） |
| 首都圏 （関東・ 甲信越） | さいたま | コンテンツセンター              | ◆今村明子（いまむら あきこ、ボイスワークス所属）、齋藤恵梨（さいとう えり） |
| 東海・ 北陸              | 名古屋   | コンテンツセンター              | 市橋里音奈（いちはし りおな）、今村有希（いまむら ゆき）、◆ ヴィトル（オフィス・シネマレスト所属）、◆右手愛美、各務朱音（かかむ あかね）、金子紗也（かねこ さや）、工藤舞子（くどう まいこ）、清田りな（せいた りな）、髙木理加（たかぎ りか）、山﨑優里（やまざき ゆり）                  |
| 東海・ 北陸              | 金沢     | コンテンツセンター              | 川野優里亜（かわの ゆりあ）、澤越玲佳（さわこし れいか）、高畠奈那（たかばたけ なな）、宮本佳歩（みやもと かほ）、★二見和男（ふたみ かずお） |
| 東海・ 北陸              | 静岡     | コンテンツセンター              | ◆秋枝伶子（あきえだ れいこ、リップス所属）、本多葵（ほんだ あおい）、村田優歌（むらた ゆうか）、安川侑希（やすかわ ゆき） |
| 東海・ 北陸              | 福井     | コンテンツセンター              | 河原愛美（かわはら まなみ）、酒井智子（さかい ともこ）、別司愛実（べっし まなみ）、宮國愛梨（みやぐに あいり） |
| 東海・ 北陸              | 富山     | コンテンツセンター              | 井上瑠菜（いのうえ るな）、武田佑季（たけだ ゆき）、針山莉奈（はりやま りな）、日比あゆみ（ひび あゆみ）、藤麻理亜（ふじ まりあ） |
| 東海・ 北陸              | 津       | コンテンツセンター              | 秋田紗千加（あきた さちか）、太田磨理（おおた まり）、高橋美帆（たかはし みほ） |
| 東海・ 北陸              | 岐阜     | コンテンツセンター              | 有坂菜恵子（ありさか なえこ）、新延夕佳（にいのべ ゆか） |
| 関西                     | 大阪     | コンテンツセンター （報道）     | 上岡梨紗（うえおか りさ）、◆小川真由（おがわ まゆ、クリーク・アンド・リバー社所属）、小野田真由美（おのだ まゆみ）、斉藤菜緒（さいとう なお）、廣瀬絢南（ひろせ あやな）、當麻陽香（とうま はるか）                                                                                        |
| 関西                     | 大阪     | コンテンツセンター （番組制作） | 荒山沙織（あらやま さおり）、◆岸由佳里（きし ゆかり、グループエコー所属）、◆武田訓佳（たけだ くにか、舞夢プロ所属）、◆根木おおみ（ねき おおみ、グループエコー所属）、◆中倉真梨子（なかくら まりこ、舞夢プロ所属）、◆八木早希（やぎ さき）                                                  |
| 関西                     | 京都     | コンテンツセンター              | ◆石井美江（いしい みえ、ツキハナプロモーション所属）、◆木村ひろみ（きむら ひろみ、オフィスCHK所属）、◆菅江隆一（すがえ りゅういち、ユウセイプランニング所属） |
| 関西                     | 神戸     | コンテンツセンター              | 大橋未帆（おおはし みほ）、大浜扶美野（おおはま ふみの）、勝川沙友里（かつかわ さゆり）、木村奈央（きむら なお）、三角朋子（みすみ ともこ） |
| 関西                     | 和歌山   | コンテンツセンター              | 石井有紗（いしい ありさ）、一光（いち ひかり）、黒川裕以（くろかわ ゆい）、小谷麻菜美（こたに まなみ）、白井英里子（しらい えりこ）、高橋京香（たかはし きょうか） |
| 関西                     | 奈良     | コンテンツセンター              | 小野寺侑美（おのでら ゆみ）、九冨佑紀乃（くとみ ゆきの）、山北愛琳（やまきた あいり）、山下美咲（やました みさき） |
| 関西                     | 大津     | コンテンツセンター              | 猪崎由華（いざき ゆか）、上原あずみ（うえはら あずみ）、黒田麻梨奈（くろだ まりな）、平田惟（ひらた ゆい）、山口音々（やまぐち ねね） |
| 中国                     | 広島     | コンテンツセンター              | 出雲あや乃（いずも あやの）、浦田紗絵子（うらた さえこ）、佐々木桃子（ささき ももこ）、松田萌香（まつだ もえか）、水野貴絵（みずの きえ）、村上史（むらかみ ふみ） |
| 中国                     | 岡山     | コンテンツセンター              | 裏山奈央（うらやま なお）、坂田智恵子（さかた ちえこ）、中尾友香（なかお ゆか） |
| 中国                     | 松江     | コンテンツセンター              | 石原菜月（いしはら なつき）、堤結衣（つつみ ゆい）、長谷川愛実（はせがわ あみ） |
| 中国                     | 鳥取     | コンテンツセンター              | 甲斐涼香（かい りょうか）、鈴木佑菜（すずき ゆうな） |
| 中国                     | 鳥取     | 米子支局駐在                    | 山田奈穂（やまだ なほ） |
| 中国                     | 山口     | コンテンツセンター              | 大西結依（おおにし ゆい）、宇部友貴（うべ ゆうき） |
| 四国                     | 松山     | コンテンツセンター              | 荒川紗希（あらかわ さき）、★板倉卓人（いたくら たくと）、井本千晶（いもと ちあき）、大内菜々子（おおうち ななこ）、★掛川雅夫（かけがわ まさお）、岸本南奈（きしもと なな）、北野由美（きたの ゆみ）、重橋秀香（しげはし ひでか）、瀧口菜々子（たきぐち ななこ）、水野智尋（みずの ちひろ） |
| 四国                     | 高知     | コンテンツセンター              | 蟹江実来（かにえ みく）、佐藤好（さとう このみ）、田中理彩（たなか りさ）、矢島夏（やじま なつ） |
| 四国                     | 徳島     | コンテンツセンター              | 上野綾子（うえの あやこ）、日笠まり絵（ひかさ まりえ）、◆森寛子（もり ひろこ、エフエム徳島所属）、吉成静恵（よしなり しずえ） |
| 四国                     | 高松     | コンテンツセンター              | 坂上千絵（さかがみ ちえ）、野口春香（のぐち はるか）、平田理奈（ひらた りな） |
| 九州・ 沖縄              | 福岡     | コンテンツセンター              | 鹿野未涼（かの みすず）、佐々木理恵（ささき りえ）、篠﨑麻由子（しのざき まゆこ）、渡慶次秋穂（とけし あきほ） |
| 九州・ 沖縄              | 北九州   | コンテンツセンター              | 梅田真奈（うめだ まな）、江崎裕子（えざき ひろこ）、藤林理子（ふじばやし りこ） |
| 九州・ 沖縄              | 熊本     | コンテンツセンター              | 赤塚安莉（あかつか あんり）、芹口いつみ（せりぐち いつみ）、時川莉野（ときがわ りの） |
| 九州・ 沖縄              | 長崎     | コンテンツセンター              | 柿本遥（かきもと はるか）、中島史理（なかしま あやり）、西永里花（にしなが りか）、山中祐佳（やまなか ゆうか） |
| 九州・ 沖縄              | 鹿児島   | コンテンツセンター              | 石塚真由（いしづか まゆ）、久木山文女（くきやま あやめ）、益田美悠（ますだ みゆう）、山下智子（やました ともこ） |
| 九州・ 沖縄              | 宮崎     | コンテンツセンター              | 上田詩織（うえだ しおり）、辻本彩乃（つじもと あやの）、根井美映（ねい みう） |
| 九州・ 沖縄              | 大分     | コンテンツセンター              | 竹野彩楽（たけの さら）、早川愛（はやかわ あい）、三雲紫恩（みくも しおん）、宮本明日佳（みやもと あすか） |
| 九州・ 沖縄              | 佐賀     | コンテンツセンター              | 小野錦（おの にしき）、河西愛里（かわにし あいり）、黒田咲良（くろだ さくら） |
| 九州・ 沖縄              | 沖縄     | コンテンツセンター              | 新崎可南子（あらさき かなこ）、大場ゆずき（おおば ゆずき）、嘉数夕稀子（かかず ゆきこ）、神元七海（かみもと ななみ）、砂川桜緒（すなかわ ろな）、宮城杏里（みやぎ あんり） |

https://cti.nhk-fdn.or.jp/training/instructors